# Battaglia di La Suffel
La battaglia di La Suffel si svolse il 28 giugno 1815 presso i villaggi di Souffelweyersheim e Hoenheim, a nord di Strasburgo, nel corso degli ultimi giorni della campagna dei Cento Giorni. Fu l'ultimo successo tattico dell'esercito dell'Impero francese prima della definitiva abdicazione di Napoleone Bonaparte, e viene talvolta considerata l'ultima vittoria militare napoleonica.

## Contesto storico
Dopo la sconfitta di Napoleone a Waterloo (18 giugno 1815), gran parte dell'Europa si stava rapidamente mobilitando per invadere la Francia e restaurare l'ancien régime. Il V Corpo d'armata francese, al comando del generale Jean Rapp, era dislocato nella regione dell'Alsazia e non aveva preso parte alla campagna principale in Belgio. Nonostante l’ormai compromessa causa imperiale, Rapp decise di opporre resistenza all’invasione austriaca, tentando di rallentare l'avanzata nemica.
Il III Corpo d'armata austriaco, guidato da Guglielmo di Württemberg, principe ereditario del Württemberg, faceva parte dell'Armata del Reno Superiore dell'Impero austriaco, forte di circa 40.000 uomini. Era composto da brigate miste, inclusi contingenti di fanteria provenienti da Austria, Assia-Darmstadt e Württemberg, oltre a una brigata di cavalleria württemberghese.

## Forze in campo
Il corpo francese includeva le brigate di fanteria 15ª, 16ª e 17ª (quest’ultima giunta come rinforzo), oltre alla 7ª brigata di cavalleria. Le forze austriache, sebbene numericamente superiori, non vennero impiegate in maniera coordinata.

## Svolgimento della battaglia
Il 26 giugno, Rapp era già venuto a contatto con l'avanguardia dell'esercito austriaco presso La Suffel, guadagnando tempo per ritirarsi verso Strasburgo. Tuttavia, il 28 giugno decise di attestarsi lungo il corso del fiume Suffel, predisponendo una linea difensiva su un fronte di circa sei chilometri, con due divisioni a presidiare i ponti sul fiume e una in riserva.
Il principe Guglielmo, forse nel tentativo di conquistare gloria personale prima della fine della guerra, ordinò un attacco diretto. I suoi reparti furono però impiegati in modo frammentario, man mano che giungevano sul campo. Il primo obiettivo fu la cittadina di Lampertheim, che non riuscì a essere presa. Successivamente, le truppe tentarono un assalto su Souffelweyersheim, mentre la cavalleria del principe Adamo di Württemberg riuscì inizialmente a sfondare le linee francesi, attraversando il ponte. Tuttavia, un contrattacco diretto dal generale Rapp in persona, con l’appoggio della divisione Merlin, ricacciò indietro i cavalieri nemici.
Con l’arrivo della sera e la notizia dell’avvicinarsi di 30.000 soldati russi dell’armata alleata, Guglielmo decise di interrompere l’offensiva. Rapp, consapevole della schiacciante superiorità nemica, si ritirò quindi all’interno della fortezza di Strasburgo, dove rimase fino alla resa finale.

## Conseguenze
Dal punto di vista tattico, la battaglia fu una vittoria francese: un esercito dimezzato per numero riuscì a respingere un assalto frontale di forze superiori. Tuttavia, strategicamente, la battaglia fu irrilevante. L’esito di Waterloo aveva già segnato la fine del dominio napoleonico e Napoleone stesso avrebbe abdicato definitivamente pochi giorni dopo.
Dopo la battaglia, l'occupazione austriaca provocò tensioni con la popolazione locale. A Souffelweyersheim, il sindaco e 17 cittadini furono giustiziati dagli Austriaci per aver sostenuto i francesi, mentre altri prigionieri vennero graziati su intercessione del pastore protestante Dannenberger.
Il 2 luglio 1815, l'imperatore Francesco I d'Austria e il principe Metternich attraversarono i Vosgi diretti a Parigi, accompagnati da truppe russe, consolidando l'occupazione alleata della Francia.